# Górecki (Lamb)
Górecki è il quarto singolo estratto dall'album d'esordio del duo inglese Lamb. Strutturata su un campionamento del secondo movimento della terza sinfonia di Henryk Górecki, la canzone ha riscosso un buon successo fin da subito grazie ai numerosi film e serie tv in cui era presente, fra cui Moulin Rouge!, Incubo finale e Torchwood.

## Tracce
Musica e testi di Andy Barlow e Louise Rhodes.
CD 1
1. Górecki - 6:30
2. Górecki (instrumental) - 6:00
3. Ear Parcel - 7:49
4. Lullaby - 3:35
CD 2
1. Górecki - 6:30
2. Górecki (edit) - 3:39
3. Trans Fatty Acid (Kruder & Dorfmeister Session mix) – 9:00
4. Merge (Jimpster's Jam mix)" – 5:43
Mix (12")
1. Górecki - 6:30
2. Ear Parcel - 7:49
3. Trans Fatty Acid (Kruder & Dorfmeister Session mix) – 9:00
Mix single-sided promo
1. Górecki (Global Communication Remix) - 9:46

## Classifiche
| Classifica (1997) | Posizione massima |
| ----------------- | ----------------- |
| Regno Unito       | 30                |